# Bandera del estado Lara
El Estado Lara posee una bandera propia, que se aprobó como resultado del llamado a concurso por la presidencia del Consejo Legislativo del Estado, el 27 de noviembre de 2000; y fue aprobada por la directiva del Consejo Legislativo del mismo Estado el 8 de diciembre del mismo año.
Su composición heráldica es la siguiente: Se trata de un rectángulo, de proporción 3:2, dividido en dos franjas. La primera, dos veces la segunda, en campo de gules (rojos), con un sol poniente desde la línea que divide la franja. Con rayos de tres franjas paralelas, dos amarillas, y en el centro de ellas, una de plata, que parte el campo 13 veces.

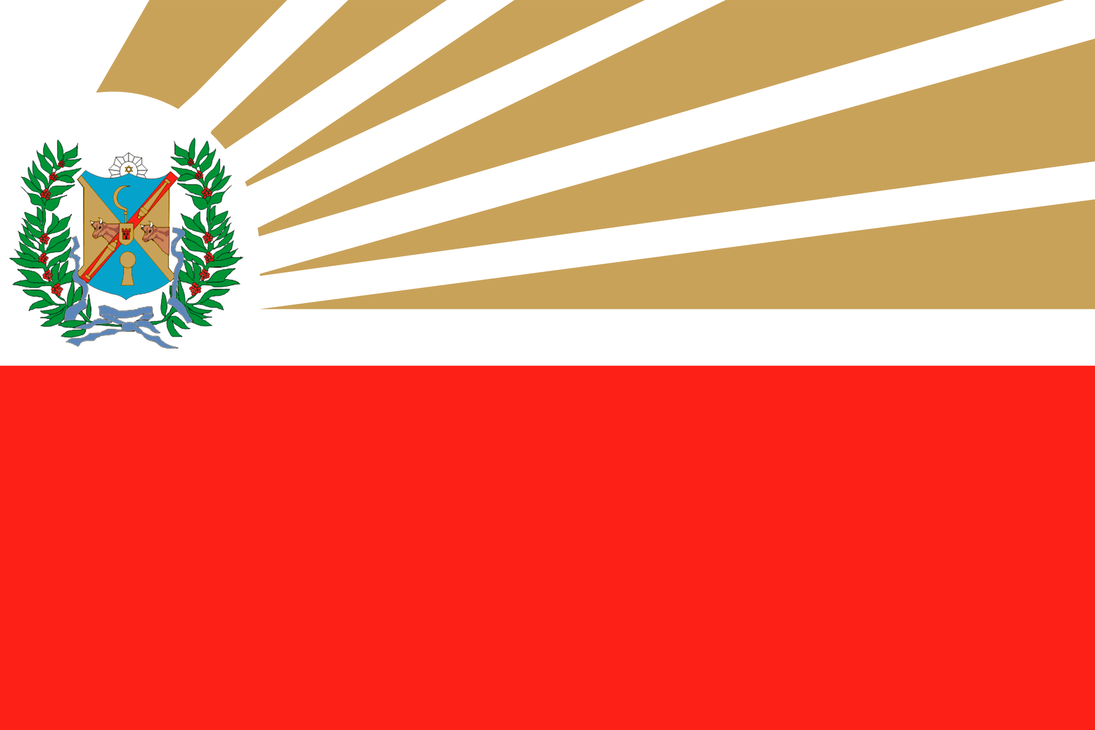
Antigua bandera del estado Lara (1991-2000)